# Road to India
Road to India oder auch Road to India: Between Hell and Nirvana ist ein Point-and-Click-Adventure des französisch-kanadischen Entwicklers Microïds. Das in Indien spielende Krimi-Abenteuer wurde 2001 für Windows-PCs veröffentlicht.
Etwa elf Jahre später brachte Anuman Interactive, mittlerweile Eigentümerin des ursprünglichen Entwicklungsstudios, nochmal eine überarbeitete Version des Spiels für iOS und im folgenden Jahr auch für macOS auf den Markt.

## Handlung
Der Spieler übernimmt die Rolle des US-amerikanischen Studenten Fred Reynolds, dessen indischstämmige Freundin Anusha zu Besuch bei ihrer Familie in Delhi weilt. Fred erhält nach einer Woche einen Brief von ihr, in dem sie ihm mitteilt, dass sie ihn verlasse und dass er ihr nicht nachstellen solle. Er fliegt sofort nach Delhi, um Nachforschungen über Anushas Verbleib anzustellen. Vor Ort findet er heraus, dass seine Freundin von Thuggee entführt wurde, Angehörigen einer aufgelöst geglaubten Sekte, die sich der Verehrung der Kali verschrieben hat. Die Thuggee planen, Anusha Kali zu opfern, um durch die Gunst der Göttin ihrer Sekte zu neuer Bedeutung zu verhelfen. In letzter Minute gelingt es Fred, seine Freundin vor dem Opfertod zu erretten und die Pläne der Thuggee zu durchkreuzen.

## Spielprinzip und Technik
Die Darstellung des Geschehens erfolgt aus der Perspektive des Spielers. Die Kamera ist dabei ortsgebunden, aber mit Hilfe der Maus frei drehbar. Es handelt sich um ein Point-and-Click-Adventure; der Mauszeiger bildet immer die Mitte des Bildschirms und verändert sein Aussehen, wenn er über Gegenständen der Spielwelt positioniert wird, mit denen eine Interaktion möglich ist. Die Interaktion kann dann über die Maustasten eingeleitet werden. Befindet sich der Cursor dabei über einem Ausgang, zum Beispiel zu einem angrenzenden Raum, wird die Kamera dort neu positioniert und die neue Umgebung eingeblendet. Der Spieler kann sich mithin nicht frei in der Spielwelt bewegen, sondern nur entlang eines Geflechts vordefinierter Orte. Ein digitales Tagebuch hält die Spielereignisse schriftlich fest und gibt dem Spieler die Möglichkeit, das Geschehen zu rekapitulieren und daraus Schlüsse für das weitere Fortkommen zu ziehen. Dialoge laufen im Multiple-Choice-Verfahren ab.
Auf seiner Suche driftet Fred immer wieder in spielbare Träume ab, die ein idealisiertes, exotisches Indien zeigen und einen Kontrast zum lauten, schmutzigen und teils bettelarmen Delhi bilden, in dem sich seine Suche hauptsächlich abspielt. Der Soundtrack des Spiels basiert auf traditioneller indischer Musik, die mit zeitgenössischen Beats unterlegt wird.

## Produktion
Road to India wurde von der kanadischen Niederlassung Microïds Canada Inc. in Montreal entwickelt. Die dem Spiel zugrunde liegende Engine war eine von Microïds angepasste und erweiterte Version der Virtools des gleichnamigen französischen Herstellers von 3D-Entwicklungsumgebungen, der seit 2005 zur Dassault Systèmes gehört.
Zu der in einigen Medienberichten kritisierten starken Linearität der Handlung in Road to India, erklärte der Autor Stéphane Brochu in einem Interview, man habe bei Microïds in Kanada bis dahin noch keine Erfahrung in der Entwicklung von Adventurespielen mit einem derart engen Zeitplan von nur neun Monaten Entwicklungszeit gehabt. Für den Art Director Maxime Villandré, der später für Codemasters an Spielen wie Colin McRae: Dirt oder Race Driver: GRID arbeitete, war Road to India das erste Computerspiel überhaupt, an dem er verantwortlich arbeitete. Die in Rezensionen als menschenleer beschriebenen Straßen in Delhi, waren einer technischen Beschränkung des Spiels auf 2500 Polygone pro Screen geschuldet, die nicht ausreichten, um eine größere Anzahl Personen gleichzeitig darzustellen.
Trotz großen finanziellen Erfolgs des Studios mit Syberia, das im Jahr 2002 in Montreal bereits mit dem Virtools Development Environment Version 2.1 entwickelt wurde, entschied man sich für das nachfolgende Adventure Post Mortem nochmal auf die ältere Engine von Road to India zurückzugreifen. Das Entwicklungsteam verfügte über gute Erfahrungen mit dieser Engine und konnte daher einiges an Entwicklungszeit einsparen.
2012 wurde eine Adaption von Road to India für mobile Endgeräte mit iOS-Betriebssystem veröffentlicht. 2013 folgte eine Version für macOS.

## Rezeption
Aus 14 aggregierten Wertungen erzielt Road to India auf Metacritic einen Score von 61. GameSpot hielt fest, dass das Spiel seinen Fokus mehr auf die Erforschung der Spielwelt als auf aufwändige Rätsel lege und für ebendiese Spielwelt keinen Originalitätspreis gewinne. Das Magazin hob das Storytelling, das Interface und die Grafik des Spiels positiv hervor. Negativ angemerkt wurde, dass manche für Rätsel benötigte Gegenstände unfair in der Spielwelt versteckt seien und dass darüber hinaus keine Informationen zu individuellen Gegenständen verfügbar seien, so dass man sich mitunter frage, was man da gerade aufgelesen habe. GameSpot wertete, Road to India verwebe „Fakten und Fiktion zu einem bunten Patchwork, das solide Unterhaltung“ böte und ein „Old-School-Adventure mit moderner Präsentation“ sei. Die PC Games lobte eine „solide Story“, kritisierte aber die unscharfe und niedrig aufgelöste Grafik und einen geringen Schwierigkeitsgrad und wertete: „Fans dürfen bedenkenlos zugreifen, der Rest langweilt sich“. Das Fachmagazin Adventure Gamers merkte das für Adventures ungewöhnliche Setting positiv an, ebenso „wundervolle“ Zwischensequenzen und die „fesselnde“ Story, wobei das Magazin hervorhob, dass der gestalterische Kniff, in den Traumsequenzen auf ein alternatives Design der Spielwelt zurückzugreifen, die Story davor bewahre, nach einiger Zeit „schal“ zu werden. Rezensent Tom Arbour merkte negativ an, dass die geringe Anzahl an NPCs in einem krassen Gegensatz zur tatsächlichen Bevölkerungsdichte Indiens stünde. Außerdem kritisierte er, dass Road to India eine extrem kurze Spielzeit habe und mit Full Throttle um den Titel „kürzestes Adventure der Welt“ konkurriere.